# Acanthomyops arizonicus
Acanthomyops arizonicus är en myrart som först beskrevs av Wheeler 1917.  Acanthomyops arizonicus ingår i släktet Acanthomyops och familjen myror. Inga underarter finns listade i Catalogue of Life.